# MAY BEE REACH
MAY BEE REACH（メイビーリーチ）は、日本のロックバンド。2016年4月に結成。

## メンバー
- 狩野美保(Key&Vox)：2月6日生まれ、千葉県出身
- 秋山琢磨(Guitar&Vox)：1月11日生まれ、千葉県出身
- 金子智洋(Drums&Vox)：11月3日生まれ、埼玉県出身
- 平野達大(Bass&Vox)：5月13日生まれ、埼玉県出身

## 来歴
2013年に結成された前身バンド「NONPERFECTION BEE STORY」を経て、Piano狩野美保、Guitar秋山琢磨を中心に、Drums金子智洋を迎え、2016年「MAY BEE REACH」始動。その後Bassに平野達大を加え、現在のメンバーに。
メロディーはPOPに。演奏はLOUDに。精神はPUNKに。を合言葉に生涯修行中。
初ライブは2016年4月15日越谷EASY GOING。
初ライブと同時に1st Single「THE LAST STORY/MY GENERATION」を発表。
その後は新宿ACBを拠点としている。
2016年9月Place2016、GAMO4FES2016に参加。
2017年3月29日に1st Album 『be alive』をリリース。
2017年7月21日に初の自主企画「蜂祭-HACHI MATSURI-」を下北沢ろくでもない夜にて開催。
2017年3月30日渋谷CHELSEA HOTELを皮切りに、1st Album Release Tour"be alive"を
全国43本に渡り開催。ツアーファイナルを11月18日に新宿ACBにて行う。出演はGEEKS/MODERN KNOCK/McCloud/CATS EYE/PARKLIFE
2018年3月7日
1st E.P.『LET IT BEE E.P.』を発売。
タワーレコード、Amazon、indiesmusic.com、ライブ会場での限定販売。
2018年3月9日千葉LOOKを皮切りに、全国
29本に及ぶリリースツアー"BEE DASH TOUR 2018"を開催。
2018年4月14日、"第二回蜂祭"を下北沢ろくでもない夜にて開催。

## バンド名の由来
maybe reach…きっと届く
be…今を生きる
bee…ハチ
may…願わくば
を意識した造語であり、五月には特に何の思い入れもない。

## ディスコグラフィー

### E.P.
|     | 発売日       | 品番    | タイトル        | 収録曲 | 備考 |
| --- | ------------ | ------- | --------------- | ------ | ---- |
| 1st | 2018年3月7日 | BBN-017 | LET IT BEE E.P. | 全5曲  |      |

### アルバム
|     | 発売日        | 品番    | タイトル | 収録曲 | 備考 |
| --- | ------------- | ------- | -------- | ------ | ---- |
| 1st | 2017年3月29日 | BBN-016 | be alive | 全10曲 |      |

### シングル
|     | 発売日        | 品番    | タイトル                     | 収録曲                           | 備考 |
| --- | ------------- | ------- | ---------------------------- | -------------------------------- | ---- |
| 1st | 2016年4月15日 | BBN-015 | THE LAST STORY/MY GENERATION | 1.THE LAST STORY 2.MY GENERATION | 完売 |